# Assilvestrado

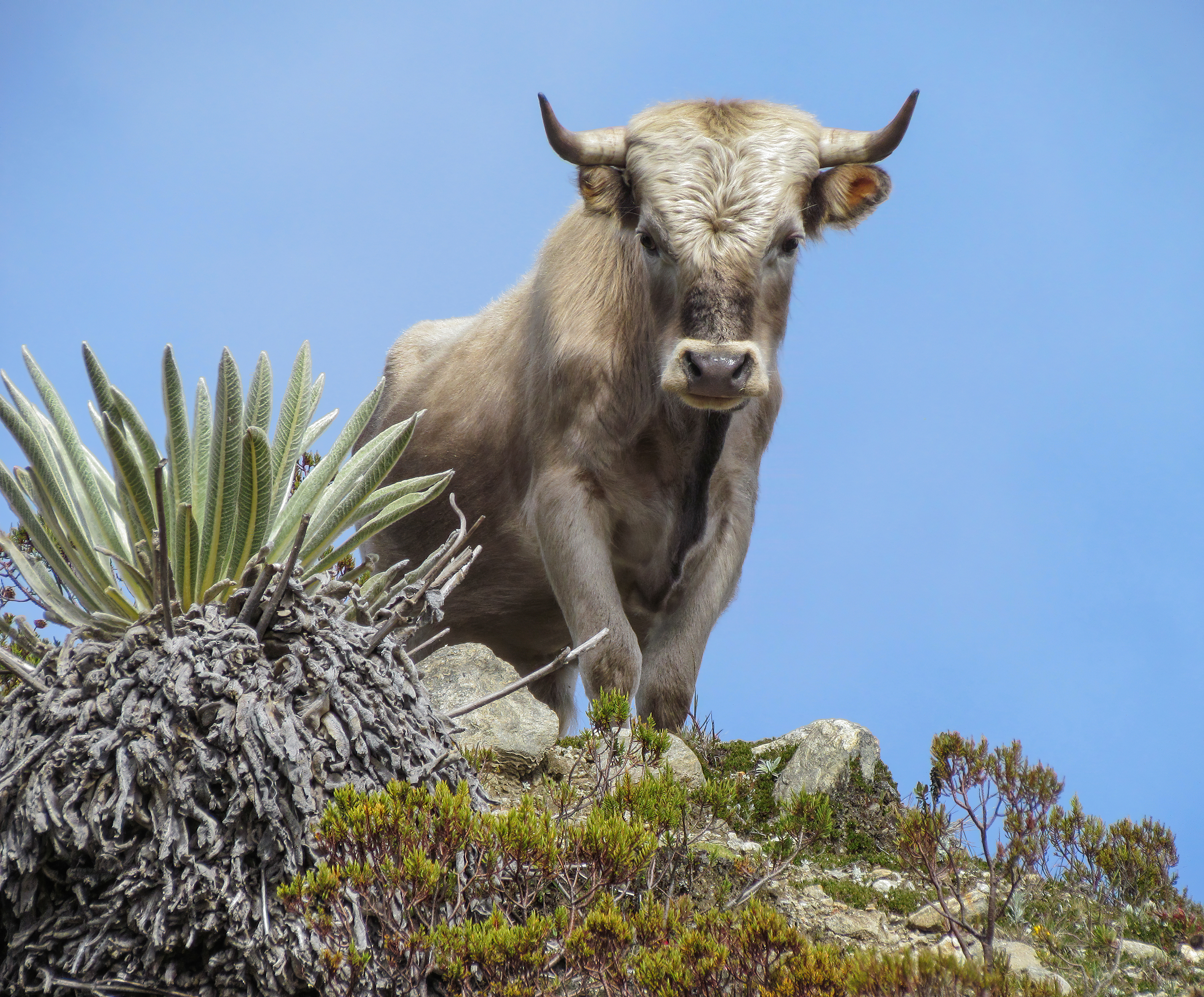
Touro selvagem em Sierra Nevada de Mérida, Venezuela

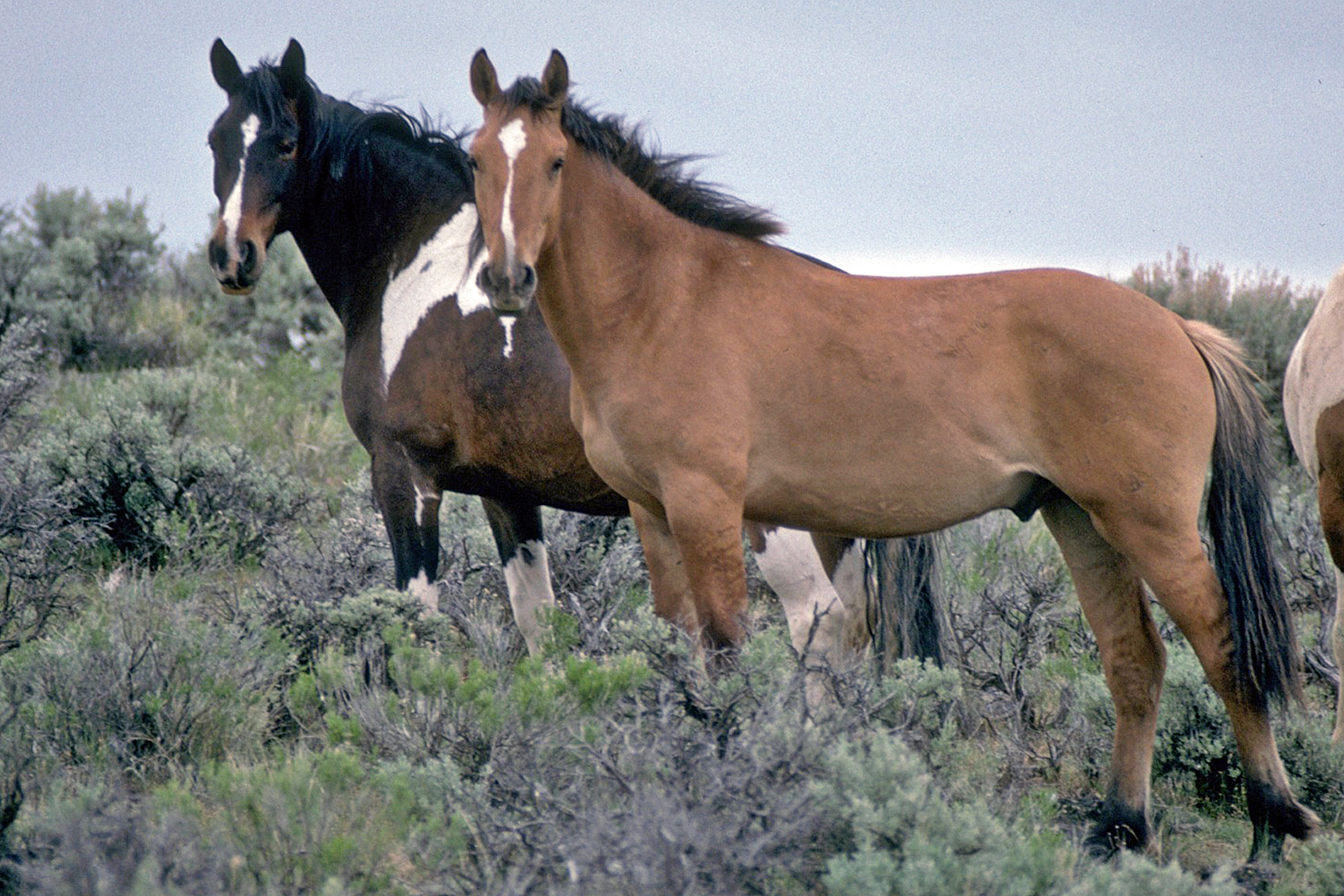
Cavalos selvagens (mustangs) em Oregon

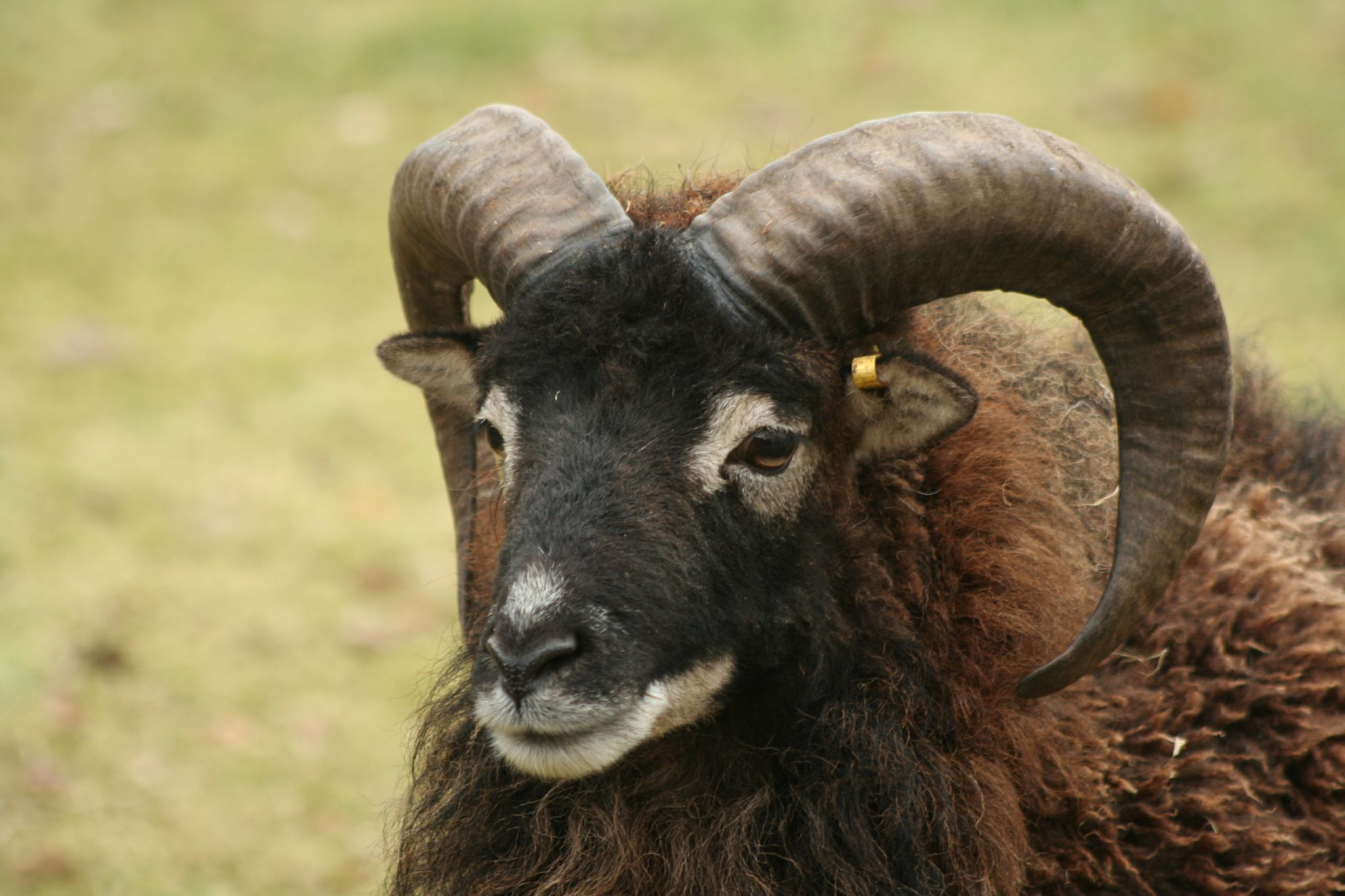
Ovelhas Soay em St Kilda, Escócia

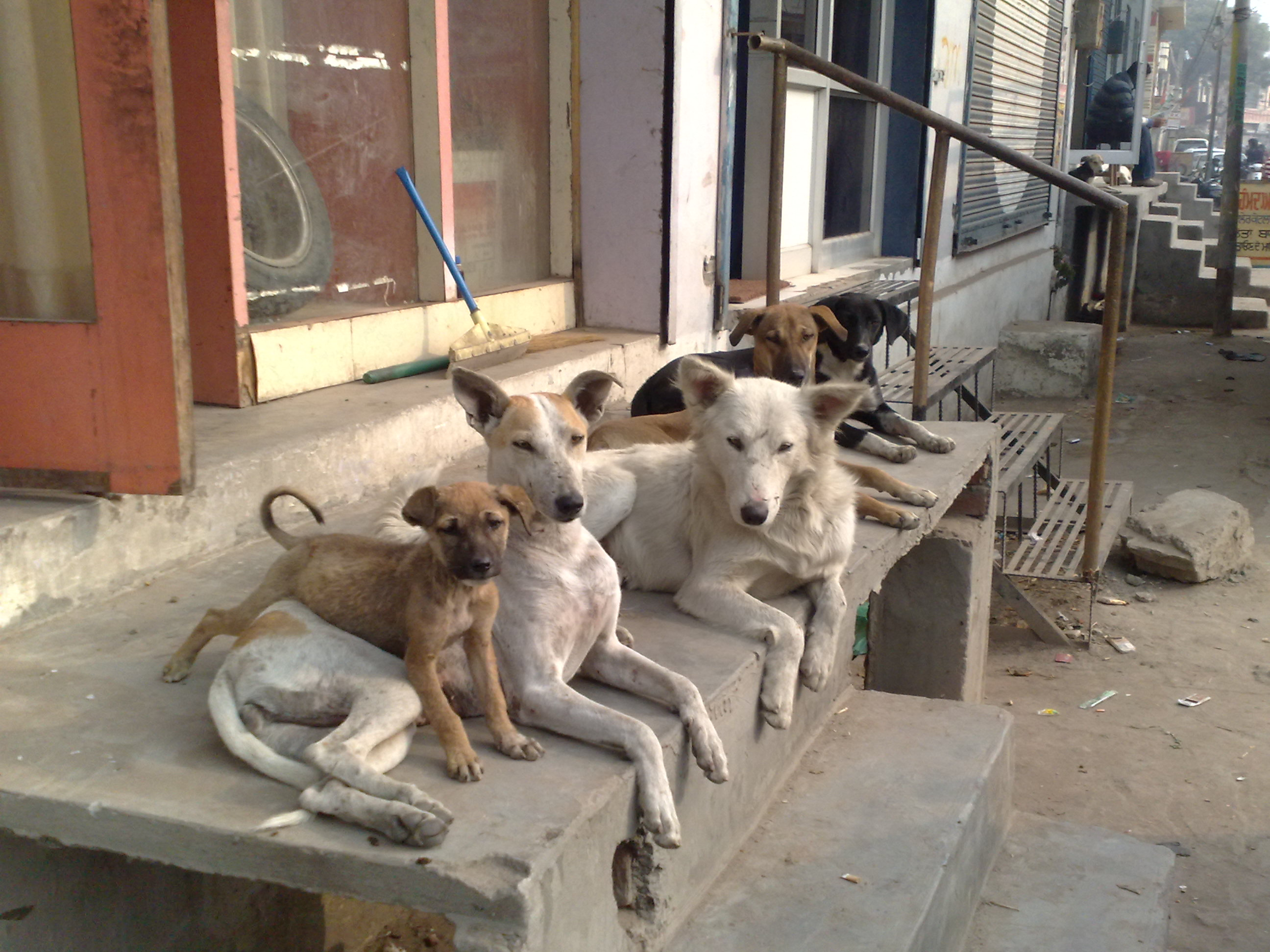
Uma matilha de cães de rua na Índia

Assilvestrado, asselvajado ou feral é qualquer animal ou planta que vive na natureza, mas é descendente de indivíduos domesticados. Tal como acontece com uma espécie introduzida, a introdução de animais ou plantas selvagens em regiões não nativas pode perturbar os ecossistemas e, em alguns casos, contribuiu para a extinção de espécies nativas. A remoção de espécies selvagens é um foco importante da restauração insular.

## Animais
Um animal selvagem é aquele que escapou de um estado doméstico ou cativo e está vivendo mais ou menos como um animal selvagem, ou que é descendente de tais animais. Outras definições incluem animais que deixaram de ser domesticados e passaram a ser selvagens, naturais ou indomáveis. Alguns exemplos comuns de animais com populações selvagens são cavalos, cães, cabras, gatos, coelhos, camelos e porcos. Os zoólogos geralmente excluem da categoria selvagem os animais que eram genuinamente selvagens antes de escaparem do cativeiro: nem os leões que escaparam de um zoológico nem as águias-de-cauda-branca reintroduzidas no Reino Unido são considerados selvagens, por exemplo.
O gato retorna facilmente ao estado selvagem se não tiver sido socializado quando jovem. Gatos selvagens, especialmente se proliferarem, são frequentemente considerados pragas tanto em áreas rurais quanto urbanas, e podem ser responsabilizados pela devastação das populações de pássaros, répteis e mamíferos. Como os gatos selvagens se multiplicam rapidamente, é difícil controlar suas populações. Abrigos de animais tentam adotar gatos selvagens, especialmente filhotes, mas muitas vezes ficam sobrecarregados com o grande número de animais e recorrem à eutanásia. Nas áreas rurais dos Estados Unidos, um número excessivo de gatos selvagens é frequentemente abatido. O método "capturar-esterilizar-devolver" tem sido usado em muitos locais como um meio alternativo de gestão da população de gatos selvagens.
O porco estabeleceu populações selvagens em todo o mundo, incluindo na Austrália, Nova Zelândia, Estados Unidos, Nova Guiné e Ilhas do Pacífico. Os porcos foram introduzidos nas regiões da Melanésia e da Polinésia pelos humanos entre vários milhares e 500 anos atrás e nas Américas nos últimos 500 anos. Na Austrália, os porcos domesticados escaparam no século XVIII e agora cobrem 40% do território australiano, com uma população estimada em 30 milhões.
Os galos selvagens são derivados de galinhas domésticas (Gallus gallus domesticus) que retornaram à natureza. Assim como a galinha-vermelha (o parente selvagem mais próximo das galinhas domésticas), os galos selvagens voam e se empoleiram em árvores altas e arbustos para evitar predadores à noite. Os galos selvagens geralmente formam grupos sociais compostos por um galo dominante, várias galinhas e galos subordinados. Às vezes, o galo dominante é designado por uma luta entre galos.

## Plantas

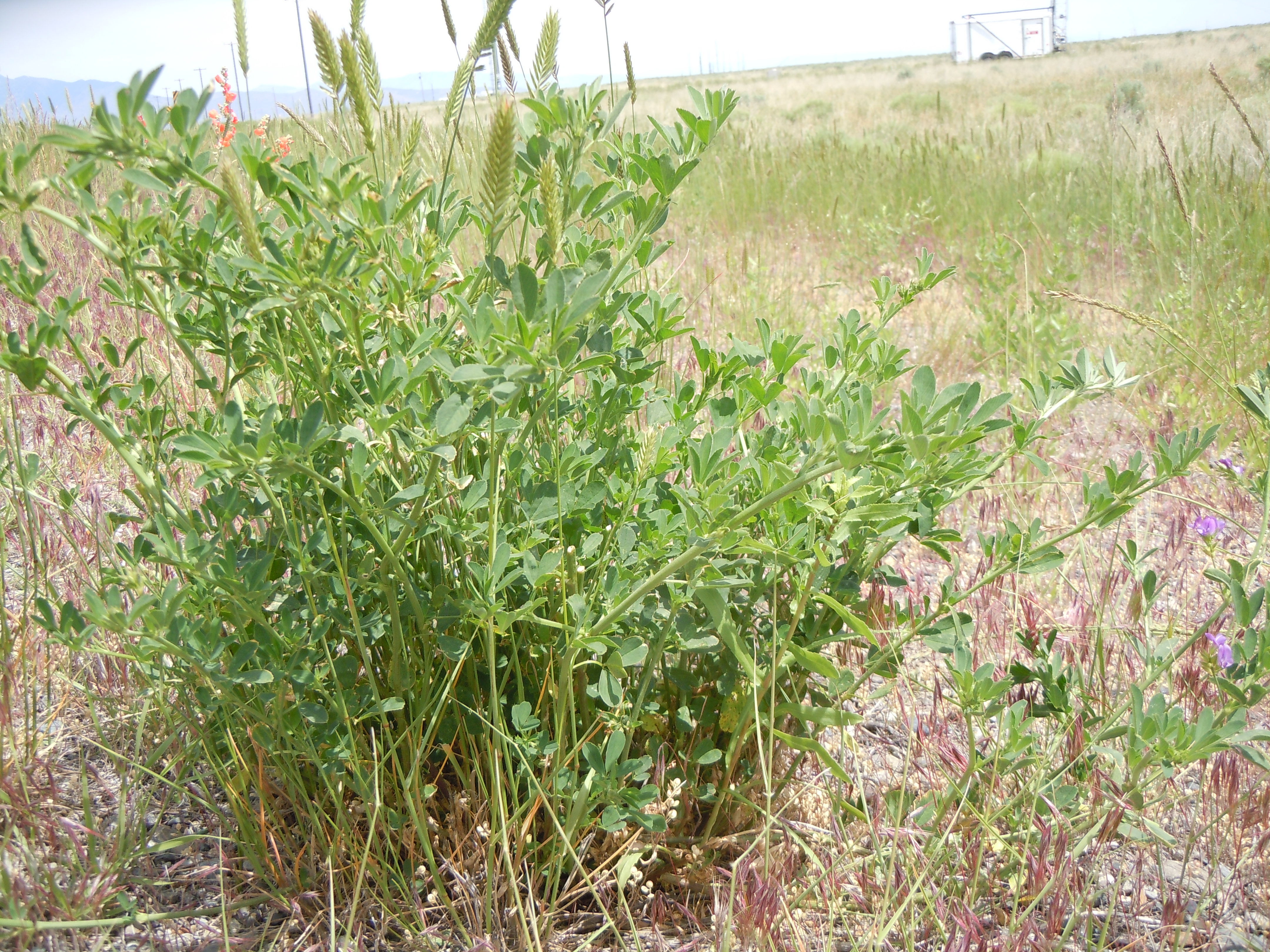
Plantas de alfafa, Medicago sativa, colonizam as margens das estradas

Plantas domesticadas que retornam à natureza são chamadas de plantas que escaparam, foram introduzidas, foram naturalizadas ou, às vezes, são consideradas culturas selvagens. Grandes quantidades de plantas que escapam podem se tornar ervas daninhas nocivas. As variáveis adaptativas e ecológicas observadas em plantas que se tornam selvagens assemelham-se muito às dos animais. As populações selvagens de plantas cultivadas, juntamente com a hibridação entre plantas cultivadas e os seus parentes selvagens, trazem consigo o risco de que características geneticamente modificadas, como a resistência aos pesticidas, possam ser transferidas para as plantas daninhas. A presença não intencional de plantas cultivadas geneticamente modificadas ou de características modificadas em outras plantas como resultado de cruzamento é conhecida como "presença adventícia (PA)".